# Marasmius
Marasmius Fr., Floram Scanicam(22): 339 (1836) è un genere di funghi.

## Descrizione

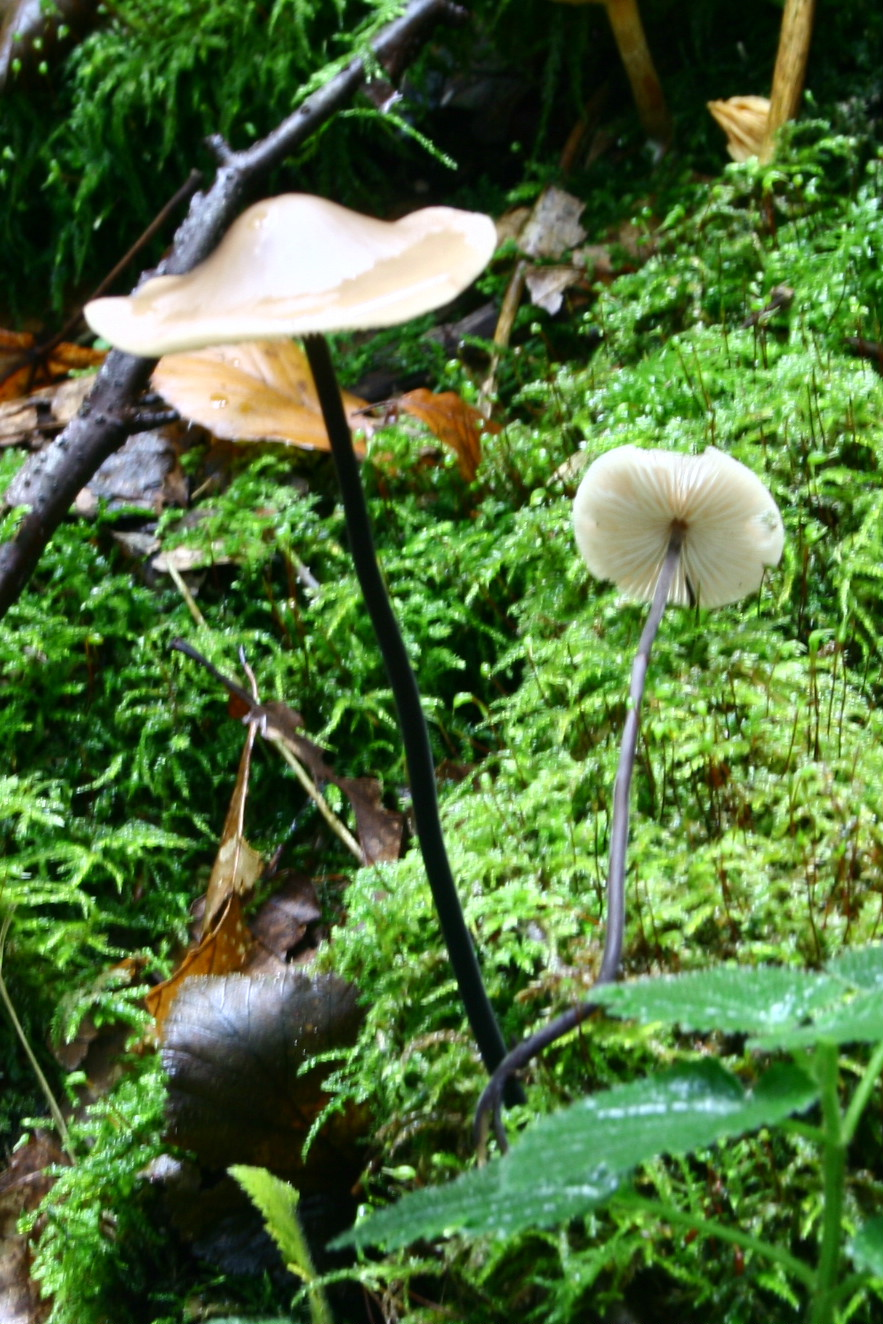
Marasmius alliaceus

Il genere Marasmius è molto vicino al genere Collybia da cui non c'è un netto distacco, per cui alcune specie trovano posto nell'uno o nell'altro a seconda degli autori. 
Gran parte delle specie non hanno interesse alimentare perché piccole, coriacee, non comuni o con cattivo odore, con alcune eccezioni:
- Marasmius oreades, ottimo commestibile, con odore come di mandorle amare.
- Marasmius alliaceus, buon commestibile, con odore e sapore di "aglio", il quale può essere usato tranquillamente come condimento.

I funghi appartenenti al genere sono quasi imputrescibili, non hanno volva né anello; il
cappello è poco carnoso, le lamelle non decorrenti piuttosto rade; il
gambo è di consistenza cartilaginea o cornea, sottile; alcuni presentano
odori caratteristici e sgradevoli; hanno dimensioni medio-piccole e portamento snello. 
Le spore in massa sono rosate, rossicce o bruno-vinoso; sono poligonali (cfr. Entoloma) od allungate e striate con sei solchi longitudinali (cfr. Clitopilus), e prive di poro germinativo.

## Specie diMarasmius
La specie tipo è il Marasmius rotula (Scop.) Fr. (1838), altre specie sono:
| - M. acervatus (Fr.) P. Karst. - M. aciculiformis Berk. & M.A. Curtis - M. alliaceus (Jacq.) Fr. - M. amadelphus (Bull.) Fr. - M. androsaceus sensu Colenso (1887) - M. atrocastaneus G. Stev. (1964) - M. aucklandicus Henn. (1896) - M. aurantiobasalis Desj. & Horak (1997) - M. bellus Berk. (1856) - M. caperatus Berk. (1851) - M. cohortalis Berk. - M. crinis-equi F. Muell. ex Kalchbr. - M. croceus G. Stev. (1964) - M. curraniae G. Stev. (1964) - M. cylindraceocampanulatus Henn. (1899) - M. delicatus (G. Stev.) Horak (1971) - M. epiphyllus Fr. - M. erythropus sensu Massee (1899) - M. exocarpi Berk. (1881) - M. exustoides Desj. & Horak (1997) - M. fishii G. Stev. & G.M. Taylor (1964) - M. foetidus sensu Colenso (1887) [1886] - M. gelatinosipes Desj. & Horak (1997) - M. haematocephalus (Mont.) Fr. (1838) - M. impudicus sensu Massee (1899) [1898] - M. insititius Fr. (1838) - M. kanukaneus G. Stev. (1964) | - M. leoninus Berk. - M. masoniae G. Stev. (1964) - M. meridionalis Horak & Desj. (1994) - M. micraster Petch (1947) - M. oreades (Bolton) Fr. (1838) - M. otagensis G. Stev. (1964) - M. pallenticeps Singer (1976) - M. perpusillus Desj. & Horak (1997) - M. podocarpicola Pennycook (2003) [nom. nov.] - M. pusillissimus Desj. & R.H. Petersen (1989) - M. pusio Berk. & M.A. Curtis (1853) - M. ramealis sensu Colenso (1887) - M. rhombisporus Desj. & Horak (1997) - M. rhopalostylidis Desj. & Horak (1997) - M. rimuphilus Desj. & Horak (1997) - M. rosulatus Desj. & R.H. Petersen (1989) - M. spaniophyllus Berk. (1843) - M. sphaerodermus Speg. (1880) - M. subsupinus Berk. (1859) - M. tinctorius Massee (1898) - M. unilamellatus Desj. & Horak (1997) - M. vaillantii sensu Colenso (1891) - M. wynnei Berk. & Broome |